# Langenargener Festspiele

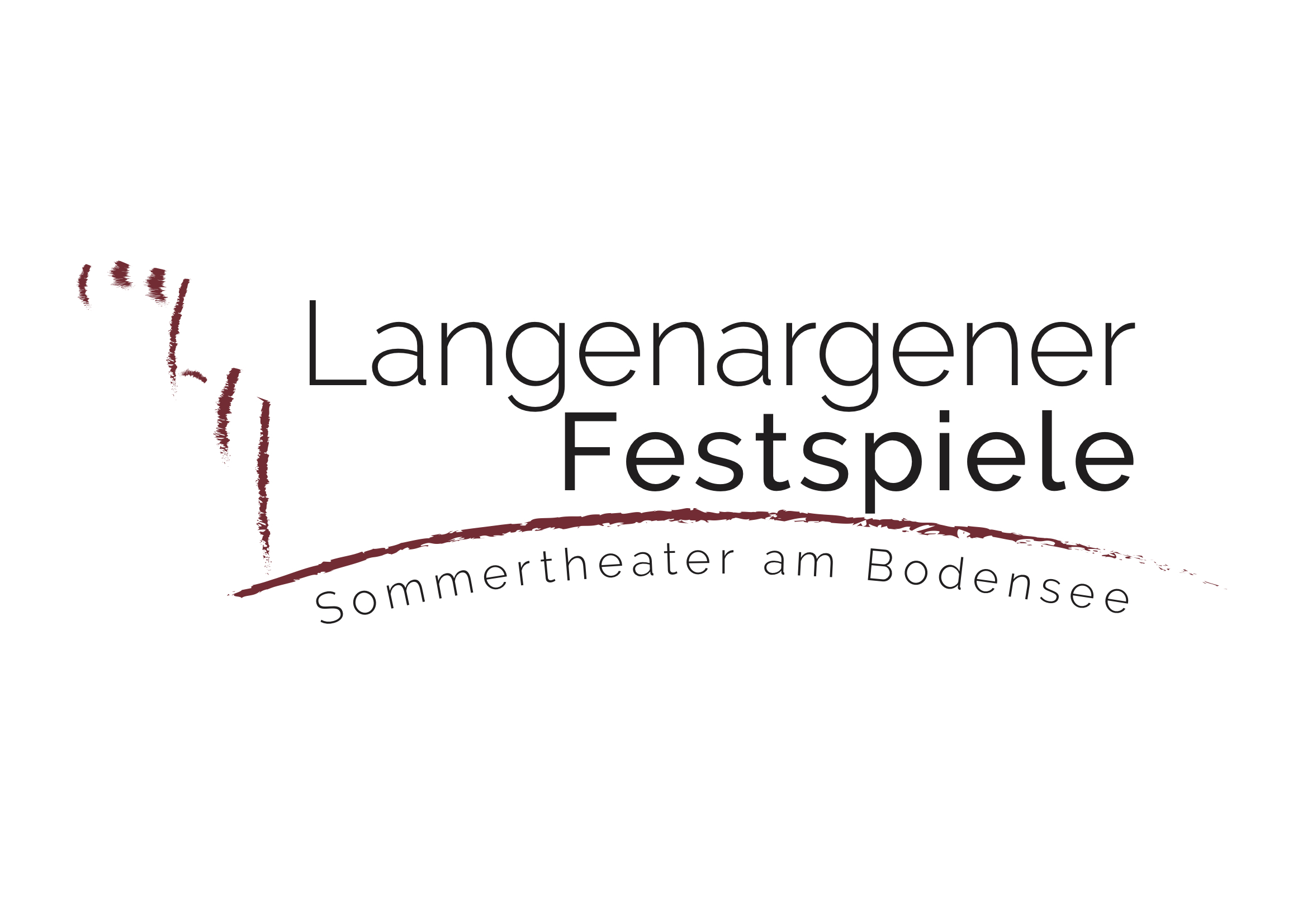
Logo

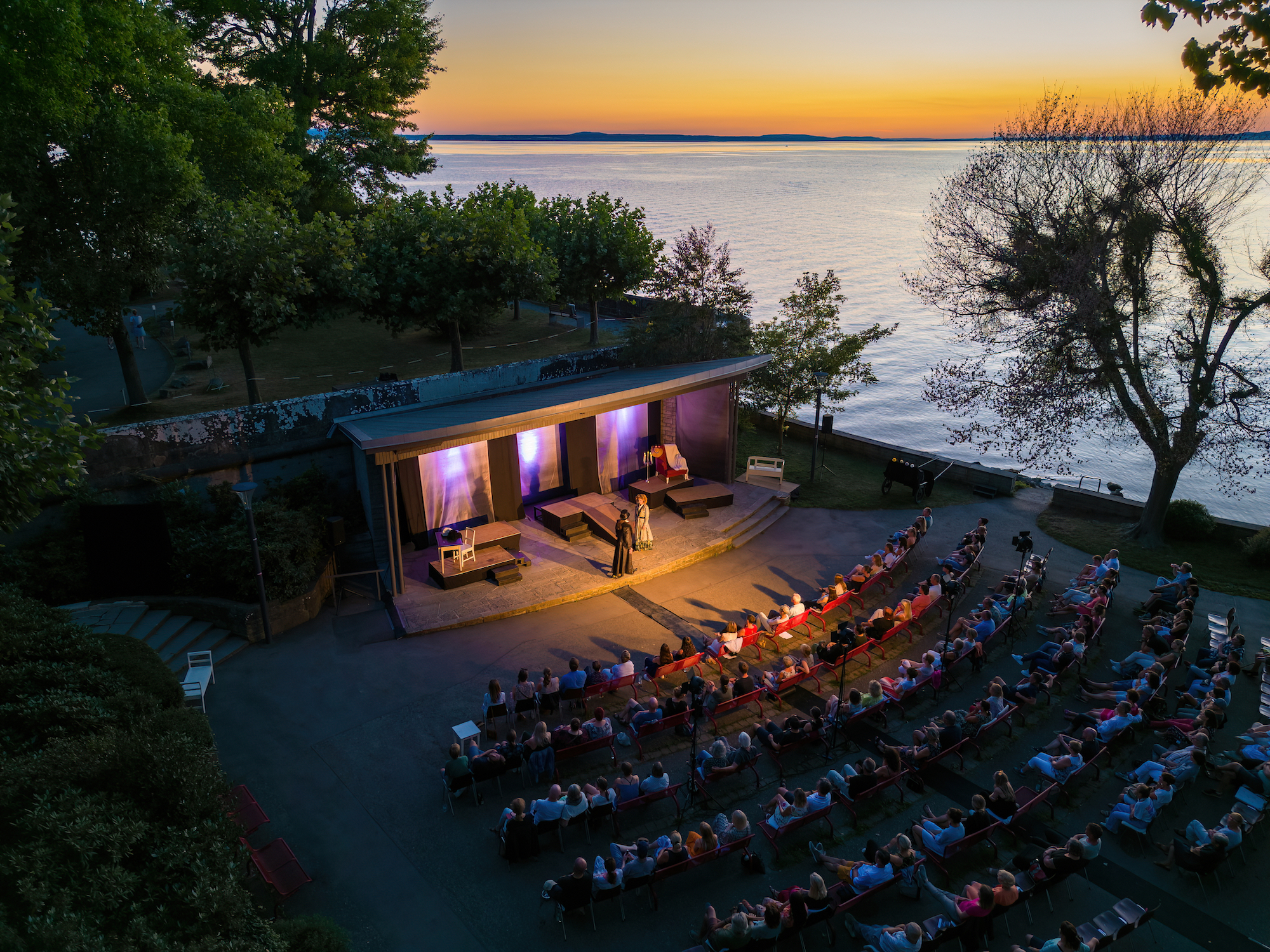
Außenspielstätte der Langenargener Festspiele im Schlosspark

Die Langenargener Festspiele sind ein Privattheater im Bodenseekreis mit Sitz in Langenargen am Bodensee. Das Theater zeigt vorrangig Eigenproduktionen in den Sparten Erwachsenen- und Familientheater.
Die Sommertheaterfestspiele werden von Juni bis August unter freiem Himmel im Schlosspark, bei schlechter Witterung innen in der Kulturstätte Münzhof veranstaltet. Daneben werden theaterpädagogische Maßnahmen und ein Spielplan außerhalb der Sommertheatersaison angeboten.
Die Langenargener Festspiele sind seit dem Jahr 2021 Mitglied im Bundesverband Deutscher Bühnenverein (DBV). Träger ist seit Gründung im Mai 2017 der gemeinnützige Langenargener Festspiele e.V.
Seit der Entstehung zu der Idee zu den Langenargener Festspielen im Jahr 2014 entwickelten die Theaterschaffenden Steffen Essigbeck und Nadine Klante über mehrere Jahre die Konzeption zu den Theaterfestspielen.
Im Jahr 2024 ergab sich in der Leitungsebene des Theaters ein Wechsel: Die künstlerische Leiterin Nadine Klante wechselte zum Spielzeitende im August 2024 nach Stuttgart an das Studio Theater Stuttgart. Neuer künstlerischer Leiter der Langenargener Festspiele ist ab dato Torsten Hoffmann.

## Spielstätten
Die Langenargener Festspiele bespielen seit dem Jahr 2018 im Sommer die Konzertmuschel Langenargen (Freilichtspielstätte) sowie zeitweise im Herbst, Winter und Frühjahr die Kulturstätte Münzhof, die im Sommer als wetterbedingte Ausweichspielstätte genutzt wird.

## Spielplan
Im Sommer 2018 starteten die Langenargener Festspiele mit der Sparte Familientheater in die erste Festspielzeit. Gezeigt wurde Der Räuber Hotzenplotz (Regie: Nadine Klante).
In der zweiten Spielzeit, Sommer 2019, wurden Meisterdetektiv Kalle Blomquist (Regie: Nadine Klante) und die Wiederaufnahme von Der Räuber Hotzenplotz gezeigt.
Im Sommer 2020 wurden Die Vodkagespräche aufgeführt, eine szenische Lesung von Arne Nielsen, gespielt von Karoline Eichhorn und Catrin Striebeck. Das geplante Hauptprogramm der dritten Festspielzeit (Familienstück: Tom Sawyer und Huckleberry Finn; Abendstück: Romeo und Julia) musste wegen der COVID-19-Pandemie auf das Jahr 2021 verschoben werden.
In der vierten Festspielzeit, Sommer 2021, zeigten die Theaterfestspiele in Langenargen mit Romeo und Julia (Regie: Andreas Kloos) erstmals ein Abendstück für Erwachsene. Als Familienstück wurde Tom Sawyer und Huckleberry Finn (Regie: Nadine Klante) gezeigt. Als Rahmenprogramm wurde das Format Sagenhaft – gespielte Lesungen mit den Märchen Die kleine Meerjungfrau und Vom Fischer und seiner Frau im Sommerspielplan aufgenommen. Mit der Theaterproduktion Loriot Dramatische Werke (Regie: Tamara Hattler) boten die Langenargener Festspiele im Jahr 2021 erstmalig ein zusätzliches Theaterprogramm außerhalb der Sommersaison im Herbst und Winter an. Ebenfalls wurden zwei Benefizveranstaltungen aufgrund des entstandenen Defizits durch die COVID-19-Pandemie durchgeführt, darunter das Kabarett Der Knabe lebt, das Pferd ist tot mit Parodien über Johann Wolfgang von Goethe, und der Klavierabend Musik ist das Klima meiner Seele zu Ehren von Ludwig van Beethoven. Im Jahr 2021 fanden alle Aufführungen unter pandemiebedingten Einschränkungen statt, darunter die Reduzierung der Auslastungskapazitäten.
Die fünfte Festspielzeit fand von 25. Juni bis 8. August 2022 statt. Als Abendstück für Erwachsene wurde die Eigenproduktion Dracula nach Bram Stoker (Inszenierung und Theaterfassung: Nadine Klante) gezeigt. Als Familienstück wurde die Inszenierung Tom Sawyer und Huckleberry Finn (Regie: Nadine Klante) aus dem Vorjahr wiederaufgenommen. Als Rahmenprogramm der fünften Spielzeit wurde das Format Sagenhaft – gespielte Lesungen mit den Märchen Die Bremer Stadtmusikanten und Rübezahl dargeboten. Zum zweiten Mal infolge wurde von den Langenargener Festspielen ein Herbst-Winter-Spielplan im November und Dezember 2022 dargeboten. Darin enthalten war die gespielte Lesung Die Regentrude nach Theodor Storm (Regie: Nadine Klante) für junges Publikum und die Wiederaufnahme der Eigenproduktion Loriot Dramatische Werke (Regie: Tamara Hattler) für Erwachsene.
Im Jahr 2023 trugen die Langenargener Festspiele ihre sechste Festspielzeit im Zeitraum vom 10. Juni bis 8. August 2023 aus. Als Abendstück wurde die Eigenproduktion Die drei Musketiere – Eine für alle, alle für eine! frei nach Alexandre Dumas (Inszenierung und Theaterfassung: Andreas Kloos) auf der Festspielbühne in Langenargen uraufgeführt. Als Familienstück wurde die Eigenproduktion Der Räuber Hotzenplotz (Inszenierung: Nadine Klante) aus dem Jahr 2018 als Wiederaufnahme gespielt. Das Rahmenprogramm der sechsten Sommerspielzeit beinhaltete unter anderem eine Eröffnungsmatinée, gespielte Lesungen für junges Publikum ab 4 Jahren (Die Bremer Stadtmusikanten, Die kleine Meerjungfrau, Vom Fischer und seiner Frau). Im Herbst-Winter 2023 zeigten die Langenargener Festspiele als Neuproduktion die szenische Lesung Heinz & Erhardt in Kooperation mit dem Musiksalon Hirscher sowie die Wiederaufnahme der Eigenproduktion Loriot Dramatische Werke (Regie: Tamara Hattler).
Die siebte Festspielzeit trugen die Festspiele im Zeitraum vom 15. Juni bis 6. August 2024 aus. Als Abendstück wurde die Eigenproduktion Dracula nach dem Roman von Bram Stoker (Inszenierung und Theaterfassung: Nadine Klante) wiederaufgenommen. Das Familienstück der siebten Spielzeit war die Uraufführung von Pinocchio, frei nach Carlo Collodi (Regie und Theaterfassung: Nadine Klante), inszeniert für Publikum ab 6 Jahren. Das Begleitprogramm beinhaltete erneut gespielte Lesungen für junges Publikum ab 4 Jahren. Gezeigt wurden die Märchen Der gestiefelte Kater und Die Bremer Stadtmusikanten. Außerhalb der Sommerspielzeit zeigten die Festspiele ihr Programm Heinz & Erhardt (szenische Lesung), mit welchem sie unter anderem am Studio Theater Stuttgart zu Gast waren. Zum Jahresende präsentierten die Festspiele als Gastspiel des Theater Lunte die Musiktheaterproduktion Bäck MESS (Regie und Buch: Torsten Hoffmann), die am 31. Dezember 2024 als Silvesterveranstaltung im Münzhof in Langenargen aufgeführt wurde.

## Theaterpädagogik
Festspiele Langenargen Unsere Kinder Stärken (FLUKS) heißt die Theaterpädagogik der Langenargener Festspiele. Darunter bietet das Theater im Bereich der kulturellen Bildung breitgefächerte, theaterpädagogische Angebote für die Öffentlichkeit an. Für regionale Schulen und Bildungseinrichtungen werden über FLUKS vergünstigte Sonderaufführungen ermöglicht und stückbezogene, außerschulische Workshops geboten.
Im Jahr 2021 wurde das Angebot aufgrund der COVID-19-Pandemie um einen digitalen Theaterworkshop erweitert. Weiter wurde das theaterpädagogische Angebot im Jahr 2023 um einen Spielclub ergänzt.

## Zuschauerzahlen
| Jahr | Besucher | Aufführungen | Auslastung (in %) |
| ---- | -------- | ------------ | ----------------- |
| 2018 | 2.400    | 13           | 92 %              |
| 2019 | 2.700    | 24           | 56 %              |
| 2020 | 260 *    | 4            | 33 %              |
| 2021 | 2.562 *  | 38           | 40 %              |
| 2022 | 5.102    | 41           | 72 %              |
| 2023 | 5.866    | 52           | 72 %              |
| 2024 | 6.100    | 53           | 80 %              |

* Gesetzliche Auslastungseinschränkung aufgrund der COVID-19-Pandemie.

## Soziales Engagement
Seit der zweiten Festspielzeit, 2019, beteiligen sich die Langenargener Festspiele an der Aktion Kultur für alle. Dabei werden sozial benachteiligten Menschen sowie solchen, die wegen ihrer Lebensumstände kaum mit Theaterkultur in Berührung kommen, Freikarten zur Verfügung gestellt.
Im Jahr 2022 wurde erstmals das Angebot Kultur am Nachmittag in den Spielplan der Langenargener Festspiele aufgenommen. Kultur am Nachmittag bietet Theaterinteressierten aller Altersgruppen, die mitunter aufgrund der abendlichen Aufführungszeiten des Erwachsenentheaters keine Chance zum Theaterbesuch haben, die Möglichkeit zum Besuch einer Aufführung am Nachmittag.

## Geschichte
Zwischen dem 22. September bis 15. Dezember 1946 fanden in Langenargen die Bodensee-Festspiele Langenargen statt. Die Gesamtleitung lag bei Victor Dräger. Das Programm bestand aus Gastspielen der Jungen Bühne Schwaben. Gezeigte Schauspielinszenierungen: Egmont (Goethe), Peer Gynt (Ibsen), Agnes Bernauer (Hebbel), Der Tod des Empedokles (Hölderlin), Medea (Grillparzer). Weiter im Programm enthalten waren eine Dichterlesung (Friedrich Bischoff) und zwei Konzerte des Kammerorchesters Trossingen (Zeitgenössische Kammermusik) sowie des großen Orchesters des Südwestrundfunks (Sinfonie-Konzert). Die Aufführungen fanden im Festsaal der Ecole des Cadres (Militärschule der Franzosen) und im Saal des ehemaligen Hotels Schiff in Langenargen statt.